# Air Greenland
Air Greenland A/S (tidligere Grønlandsfly) er et grønlandsk flyselskab og landets flag carrier med hovedlufthavn i Nuuk. Det ejes af Grønlands Selvstyre 100% nu (indtil 2019 ejede Grønlands Selvstyre 37,5 %, SAS Group 37,5 % og den danske stat 25 %). Selskabet har hovedkvarter i Nuuk og 526 ansatte i hele koncernen pr. 2022.
Air Greenland har en flåde på 37 fly, herunder en AIRBUS A330-800 neo, der bruges til flyvninger over Atlanterhavet og charteroperationer, 8 fastvingefly, der betjener det grønlandske net og forbindelserne til Island, samt 26 helikoptere, der forbinder passagerer fra de mindre beboede steder med det nationale net af lufthavne. Flyvninger til afsidesliggende bygder drives på en kontrakt med selvstyret i Grønland, idet netværket af destinationer koordineres af departementet for boliger, infrastruktur og transport.
Flyselskabet opererer også charter-, taxi- og specialflyvninger som fx SAR-operationer, luftambulancetjeneste, charterflyvninger til Thule Air Base (nu Pituffik) på kontrakt med U.S. Air Force (USAF) og forsyningsflyvninger til mineområder og forskningsstationer på indlandsisen. I 2009 var længden af det regulære net 14.235 km med en gennemsnitlig belægningsprocent på 79,3 %.

## Historie

### 1960'erne
Flyselskabet blev etableret den 7. november 1960, som Grønlandsfly, grundlagt af SAS Group (dengang kendt som Scandinavian Airlines System) og Kryolitselskabet Øresund, et mineselskab med aktiviteter i Ivittuut. I 1962 blev ejerskabskredsen til at omfatte Grønlands Landsråd og Kongelige Grønlandske Handel.
De første flyvninger, der betjente de amerikanske baser i Grønland, blev gennemført med letvægts-DHC-3 Ottere og Sikorsky S-55-helikoptere, som man indchartrede fra Canada. Fra 1962 og frem anvendte Grønlandsfly Catalina-vandflyvere og DHC-6 Twin Ottere på de indenlandske ruter. I 1965 kom en Douglas DC-4 som det første større fly i anvendelse efterfulgt af Sikorsky S-61-helikoptere. S-61'erne har været i brug siden da; til 2010 betjente de Kujalleq Kommune i det sydlige Grønland året rundt og byer og bygder i Diskobugten om vinteren. Siden 2010 er dette overgået til Bell 212 helikoptere. 

### 1970'erne
I løbet af 1970'erne investerede Grønlandsfly i en udvidelse af helikopterflåden og øgede antallet af Sikorsky S-61'ere fra tre til otte, hvilket i 1972 tillod flyselskabet at udvide dets netværk til at omfatte lokalsamfundene i det østlige Grønland med en helikopterbase i Tasiilaq, dengang kaldet Ammassalik. Senere begyndte flyselskabet også at flyve med Douglas DC-6, en opgradering af den ældre DC-4-model. 
Kommerciel minedrift ved Maamorilik på fastlandet nordøst for bygden Ukkusissat i det indre af fjorden fremmede yderligere investeringer i helikopterflåden med de nye Bell 206'ere. Minen lukkede i 1990, men forventes at genåbne i november 2010 med forekomster af zink og jernmalm, der ventes at vare i 50 år. Forsyningsflyvningerne til minen drives af Air Greenland med de nyere Bell 212-helikoptere fra Uummannaq Heliport.
Flyselskabet har forsøgt at udvide destinationsnettet flere gange. Den første udenrigsrute blev åbnet i 1979 mellem Nuuk og Iqaluit i Nunavut i Canada, men måtte lukke 13 år senere. Ved udgangen af 1970'erne er var antallet af passagerer pr. år steget til 60.000 eller mere end samlede befolkning i Grønland.

### 1980'erne
I begyndelsen af 1980'erne besluttede det nyoprettede Grønlands Hjemmestyre at investere i det regionale netværk af lufthavne med landingsbaner til korte starter og landinger i Nuuk, Ilulissat og Kulusuk. For at kunne servicere det udvidede netværk, erhvervede Grønlandsfly Dash 7'ere, der var særligt velegnede til de ofte vanskelige vejrforhold i Grønland. Den første Dash 7 blev leveret den 29. september 1979 og flere maskiner fulgte i det følgende årti.
Flere af de lufthavne, der blev bygget på det tidspunkt, har ikke noget afisningsudstyr, hvilket ifølge selskabet er problematisk i den grønlandske vinter med økonomiske tab til følge. Dash-7'erne er ikke længere i aktiv tjeneste i Grønland men betjente alle lufthavne med undtagelse af Nerlerit Inaat Lufthavn nær Ittoqqortoormiit, hvor beflyvningen varetages af Air Iceland på kontrakt med selvstyret i Grønland.
I 1981 åbnede Grønlandsfly sin første rute til Island, der forbinder det vigtigste knudepunkt i Kangerlussuaq Lufthavn med Reykjavik Lufthavn via Kulusuk Lufthavn. Mod slutningen af dette årti steg antallet af medarbejdere til 400 og antallet af passagerer til over 100.000 årligt for første gang.

### 1990'erne
I maj 1998 begyndte Grønlandsfly flyvning med sit første jetfly, en Boeing 757-200. Flyselskabet fortsatte sin tradition med at give sine fly kælenavne og navngav det nye passagerfly Kunuunnguaq (lille Knud) til ære for Knud Rasmussen, opdagelsesrejsende og etnolog, hvis buste pryder terminalen i Kangerlussuaq Lufthavn, flyselskabets vigtigste knudepunkt.
Med dette køb planlagde flyselskabet at bryde SAS' monopol på den rentable rute Kangerlussuaq-København og begyndte flyvningerne umiddelbart efter købet. Netværket af regionale lufthavne blev udvidet i løbet af dette årti med flere nye STOL-lufthavne: Sisimiut Lufthavn, Maniitsoq Lufthavn og Aasiaat Lufthavn i det vestlige Grønland og Qaarsut Lufthavn og Upernavik Lufthavn i det nordvestlige Grønland.
Med erhvervelsen af sit femte Dash 7-fly blev Grønlandsfly for første gang siden sin oprettelse i stand til at beflyve alle større byer i Grønland, idet Uummannaq dog betjenes af Qaarsut Lufthavn via Uummannaq Heliport. I 1999 betjente selskabet 282.000 passagerer, næsten tre gange så mange som ved udgangen af det foregående årti.

### 2000'erne
I slutningen af 1990'erne og begyndelsen af 2000'erne søgte flyselskabet at forny sin aldrende flåde og tog flere af sine S-61- og 206-helikoptere ud for at erstattede dem med Bell 212'ere og en Eurocopter AS350. Den 18. april 2002 ændrede Grønlandsfly navn til Air Greenland og indførte den fulddækkende røde bemaling og det ændrede logo.
I 2003 opgav SAS ruten mellem Grønland og København, hvorefter Air Greenland var det eneste luftfartsselskab, der forbandt Grønland med resten af Danmark. Flyselskabet var i stand til at udfylde hullet i driften med den nyindkøbte Airbus A330-200 med tilnavnet Norsaq, det andet store passagerfly i flyselskabets flåde. SAS genoptog kort flyvningen på Grønland i 2008, men opgav det igen i januar 2009.
I 2003 vandt Air Greenland en kontrakt med U.S. Air Force (USAF) på beflyvning af Thule Air Base (en kontrakt, der tidligere blev fløjet af SAS); flyvningerne startede i februar 2004. Kontrakten blev fornyet for en femårig periode i 2008.
I 2003 forsøgte Air Greenland at oprette en rute (Webside ikke længere tilgængelig) mellem København og Akureyri, men måtte opgive ruten efter 6 måneder.
Den 28. juli 2006 erhvervede Air Grønland selskabet Air Alpha Greenland, et datterselskab af Air Alpha, der har hjemsted i Odense. Det erhvervede selskab havde vundet servicekontrakter med helikopterflyvninger i Diskobugten og i det østlige Grønland over Air Greenland. Siden overtagelsen har selskabet desuden brugt Bell 222'erne til passagertransport mellem Nerlerit Inaat Lufthavn og Ittoqqortoormiit Heliport.
Den 13. juni 2007 meddelte SAS Group at have til hensigt at sælge sine aktier i Air Greenland, et træk der senere blev indarbejdet i Core SAS, gruppens omstruktureringsprogram. Pr. 2017 har luftfartsselskabet ikke ført beslutningen ud i livet.
Den 1. oktober 2007 indførte flyselskabet et elektronisk reservationssystem. En rute til Baltimore i Maryland i USA blev åbnet i sommeren 2007, men på grund af svigtende billetsalg lukkede selskabet den igen i marts 2008. Air Greenland overvejede at genåbne forbindelsen til Iqaluit i slutningen af 2009, men beslutningen blev udskudt til tidligst 2011. I 2009 transporterede selskabet 399.000 passagerer.

### 2010'erne
Den 1. januar 2010 suspenderede Air Greenland sin deltagelse i Scandinavian Airlines' EuroBonus-program. Salget af selskabets Boeing 757-200, Kunuunnguaq kom i april. Ruten Narsarsuaq-København beflyves med en Boeing 757-200 leaset hos Air Finland.
I 2010 vil denne beflyvning efter turistsæsonen (maj-september) blive erstattet af en forbindelse fra Narsarsuaq til København med transit i Kangerlussuaq, idet første ben beflyves med selskabets nyindkøbte de Havilland Canada Dash-8 Q200.
For at konkurrere med Air Iceland, der beflyver Nuuk, Narsarsuaq, Ilulissat og alle lufthavne på østkysten har Air Greenland åbnet nye forbindelser til Island, idet der som udgangspunkt flyves fra Nuuk og Narsarsuaq til Keflavík International Airport, senere dog blot fra Nuuk. I 2010 vil ruten blive drevet fra maj-september med mulighed for udvidelse til helårsbeflyvning i 2011.
Air Greenland har en facebookside og nåede 31. maj 2012 5.000 fans eller venner.
Air Greenland kan den 9. november 2012 fejre 10-års-jubilæum for indsættelsen af Norsaq, en Airbus A330-200. Årsdagens markeres ved at selskabet udbyder billetter på ruten mellem Søndre Strømfjord og København for under 3.000 kroner.

### 2015
Air Greenland tildeles SAR-kontrakten med den danske stat og køber en nyere S-61, til afløsning af de over 50 år gamle helikoptere. Den nye S-61 (OY-HUF) er i modsætning til de ældre maskiner kun 37 år gammel og indrettet til SAR.

### 2016
Air Greenland taber mange af deres servicekontrakter med Grønlands Selvstyre, og skal fra 1/1-2017 ikke længere flyve Diskobugten og Sydgrønland i eget navn, men benytte datterselskabet Nordlandair til Nerlerit Inaat, og levere Bell 212 helikoptere med besætning, vedligehold og forsikring af disse (wetlease) til Disko Line.

### 2022
Air Greenlands atlantfly A330-200 "Norsaq" (kastetræ, til harpun)  fejrer 20 års ruteflyvning mellem Grønland og Danmark den 11. november. Den 6. december overleverede flyfabrikanten, Airbus, den nye Airbus A330neo til Air Greenland ved en højtidelig begivenhed, hvorefter det fløj dets jomfruflyvning fra Toulouse til Kangerlussuaq den 7. december. Flyet der har navnet "Tuukkaq" (harpunspids, se også Norsaq.) blev indsat i fartplanen den 19. december. Flyet har Rolls-Royce Trent 7000 motor som forbruger mindre brændstof og kan flyve op mod 50% biobaseret brændstof, SAF-blanding, Sustainable Aviation Fuel. Air Greenland bruger 5% SAF på alle Tuukkaqs afgange, hvilket mindsker CO2-udledningen endnu mere, eller hvad svarer til 22 % per sæde ift. forgængeren Norsaq.  

## Destinationer
Air Greenlands netværk af indenrigslufthavne omfatter alle 13 civile lufthavne i Grønland. To internationale lufthavne kan betjene store passagerfly: Kangerlussuaq Lufthavn og Narsarsuaq Lufthavn, der begge tidligere blev brugt af US Air Force som militære baser, men som nu anvendes som udgangspunkt for transatlantiske flyvninger.
Alle andre regionale lufthavne er STOL-lufthavne, der serviceres af Dash 8, der er fastvingede fly. Udenfor Grønland flyver selskabet en transatlantisk udenrigsflyvningen til Reykjavík, samt to indenrigsflyvninger til hhv. København og Aalborg.
Grønlands bygder betjenes fra lokale helikopterknudepunkter i Upernavik Lufthavn i det nordvestlige Grønland og Uummannaq Heliport i Uummannaq-fjorden i det nordvestlige Grønland, i Ilulissat Lufthavn og Aasiaat Lufthavn i Diskobugten i det vestlige Grønland, i Qaqortoq Heliport og Nanortalik Heliport i det sydlige Grønland samt og i Tasiilaq Heliport i det sydøstlige Grønland. Blandt de 45 steder, der er helikopterbetjente i Grønland, er otte primære (heliporte), mens resten er sekundære (helistop).

## Flåde

### Fastvinget flåde
De Havilland Canada Dash 7 er udfaset af Air Greenlands flåde. Flyenes pålidelighed er blevet afprøvet under de vanskelige vejrforhold i Grønland; dog kræver de flyvemaskiner med fire motorer, som man erhvervede i 1980'erne, hyppige reparationer og skaber således høje vedligeholdelsesomkostninger. I 2010 erhvervede flyselskabet de første to Dash-8-fly, der har fået navnene Qarsoq og Suloraq. I alt har Air Greenland købt 8 Dash 8-Q202. De nyere Dash 8-fly med to motorer udgør nu selskabets flyflåde til passagertransport.
Pr. 10. august 2010 er der ingen udestående fly- eller helikopterordrer med luftfartsselskabet, der benytter følgende luftfartøjer:

### Helikopterflåde
Bell 212 anvendes til bygdeflyvninger samt wetlease hvor selskabet udfører flyvninger for Diskoline A/S, på de ruter som selskabet vandt over Air Greenland i servicekontraktområderne Diskobugten samt Sydgrønland fra  2017. De to ældre Sikorsky S-61N-maskiner er stationeret i Kangerlussuaq (OY-HAF, OYHAG) som SAR-maskiner for den danske stat, de skal afløses af OY-HUF når denne er færdigrenoveret.
Air Greenland har købt sig ind i endnu et Islandsk selskab, Nordurflug, med 2 AS350 helikoptere. 

### Flåden historisk set
Tidligere benyttede Air Greenland følgende luftfartøjer:
- Aérospatiale Alouette III
- Bell 204
- Bell 206B Jet Ranger
- Bell 407
- Bell 222U
- Boeing 757-200
- Cessna 172
- Cessna 550
- de Havilland Canada DHC-3 Otter
- de Havilland Canada DHC-6 twin Otter
- de Havilland Canada DHC-7 Dash 7
- Douglas DC-3
- Douglas DC-4
- Douglas DC-6
- Eurocopter AS355
- MD-500
- PBY Catalina
- Piper PA-18 Super Cub
- Piper PA-31
- Sikorsky S-55
- Sikorsky S-58

## Service

### Economy og business
Air Greenland tilbyder fleksibel og begrænset økonomiklasse på alle flyvninger med fastvingede fly med gratis snacks og drinks. På transatlantiske flyvninger til København er der både økonomiklasse- og business class-sæder til rådighed med in-flight-måltider på alle klasser. Air Greenland udsender hvert kvartal Suluk ("vinge" på grønlandsk), et in-flight-magasin med generel information om aktuelle politiske og kulturelle begivenheder i Grønland og med nyheder fra flyselskabet.
Fleksibel business class, der hos Air Greenland går under navnet Nanoq Class efter det grønlandske ord for isbjørn, tilbydes på de transatlantiske flyvninger med selskabets Airbus A330-200 med tilnavnet Norsaq. Servicen indbefatter en individuel videoskærm og strømkilde og andre bekvemmeligheder samt tæpper og et udvalg af aviser. Passagerer på denne klasse har adgang til Novia Business Class Lounge i Københavns Lufthavn.

### Bygdeflyvninger
Air Greenland opererer helikopterflyvninger til bygderne nord for Uummannaq samt på østkysten i Grønland under servicekontrakt med selvstyret i Grønland. Flyvningerne er klassificeret som bygdeflyvninger (bookingklasse A) og er subsidieret af selvstyret. Bygdeflyvninger figurerer ikke i tidsplanen, men kan forudbestilles.
Afgangstiderne for disse flyvninger som oplyst ved bestillingen er pr. definition omtrentlige, da bygdeservicen søges optimeret afhængig af den lokale efterspørgsel på en given dag. Bygdeflyvningerne i Diskobugt-området gennemføres af Disko Line, et dansk passager- og godsfærgeselskab baseret i Ilulissat.

## Datterselskaber
Med angivelse af ejerandel i % (fra Årsrapport 2015 Arkiveret 18. januar 2022 hos  Wayback Machine)
A/S Hotel Arctic, Ilulissat 100%
Grønlands Rejsebureau A/S, København 100% 
Air Greenland ATO A/S, København 100% 
Nordurflug efh., Reykjavik 30% 
Norlandair ehf., Akureyri 25%

### Turismeselskaber
Air Greenland er eneejer af Hotel Arctic A/S. Flyselskabet ejer også Greenland Travel, et pakketursrejsebureau baseret i København, som delvis ejer World of Greenland, et outfitter-selskab der er baseret i Ilulissat..

## Ulykker og hændelser
- Den 29. august 1961 styrtede en DHC-3 Otter med registreringsmærke CF-MEX 20 km fra Kangerlussuaq. Flyet var en charterflyvning fra Kangerlussuaq Lufthavn på vej til Aasiaat Lufthavn, da en brændstoflækage forårsagede en brand, mens flyet var i luften. Den ene af piloterne blev dræbt, mens den anden pilot og de fire passagerer overlevede.[52]
- Den 12. maj 1962 styrtede en Catalina med registreringsmærke CF-IHA ned under landing i Nuuk. Ulykken skyldtes en mekanisk fejl i lugerne til næsehjulet, som fik dem til at forblive åbne, mens flyvebåden landede på vandet, hvilket fik flyet til at synke. Under ulykken omkom 15 af de ombordværende 21 mennesker.[53]
- Den 25. oktober 1973 styrtede en Sikorsky S-61 med registreringsmærke OY-HAI "Akigssek" ("Rype") ned ca. 40 km syd for Nuuk. Turen var en ruteflyvning fra Nuuk til Paamiut. Under ulykken omkom alle femten ombordværende, og ulykkens årsag blev aldrig opklaret. Samme helikopter havde to år tidligere nødlandet på Kangerlussuaq Fjord med flameout på begge motorer på grund af is i indsugningen.[54]
- Den 4. januar 1991 styrtede en Bell 212 ned ved Ummanaq, Flyvningen var en redningsaktion, Alle ombordværende blev dræbt ved styrtet, herunder distriktslæge Jens Møller Jensen. Helikopteren havde registreringsnr. OY HCV og var indkøbt af Grønlandsfly i 1981.
- Den 29. januar 2014 kollapsede understellet på en Dash 8-202, OY-GRI, under landing i Ilulissat. Flyet blev totaltskadet men alle ombordværende overlevede ulykken.
- Den 29. december 2014 kørte en Dash 8-202, OY-GRK, af banen under landing i Nuuk. En kombination af glat bane og defekte mikroswitche resulterede i besætningen ikke kunne holde flyet på banen (Webside ikke længere tilgængelig)
- den 2. marts 2017 har endnu en Dash 8-202, OY-GRO været involveret i en alvorlig hændelse, men havarikommissionens arbejde er stadig igang. (Webside ikke længere tilgængelig)